# Upper East Side

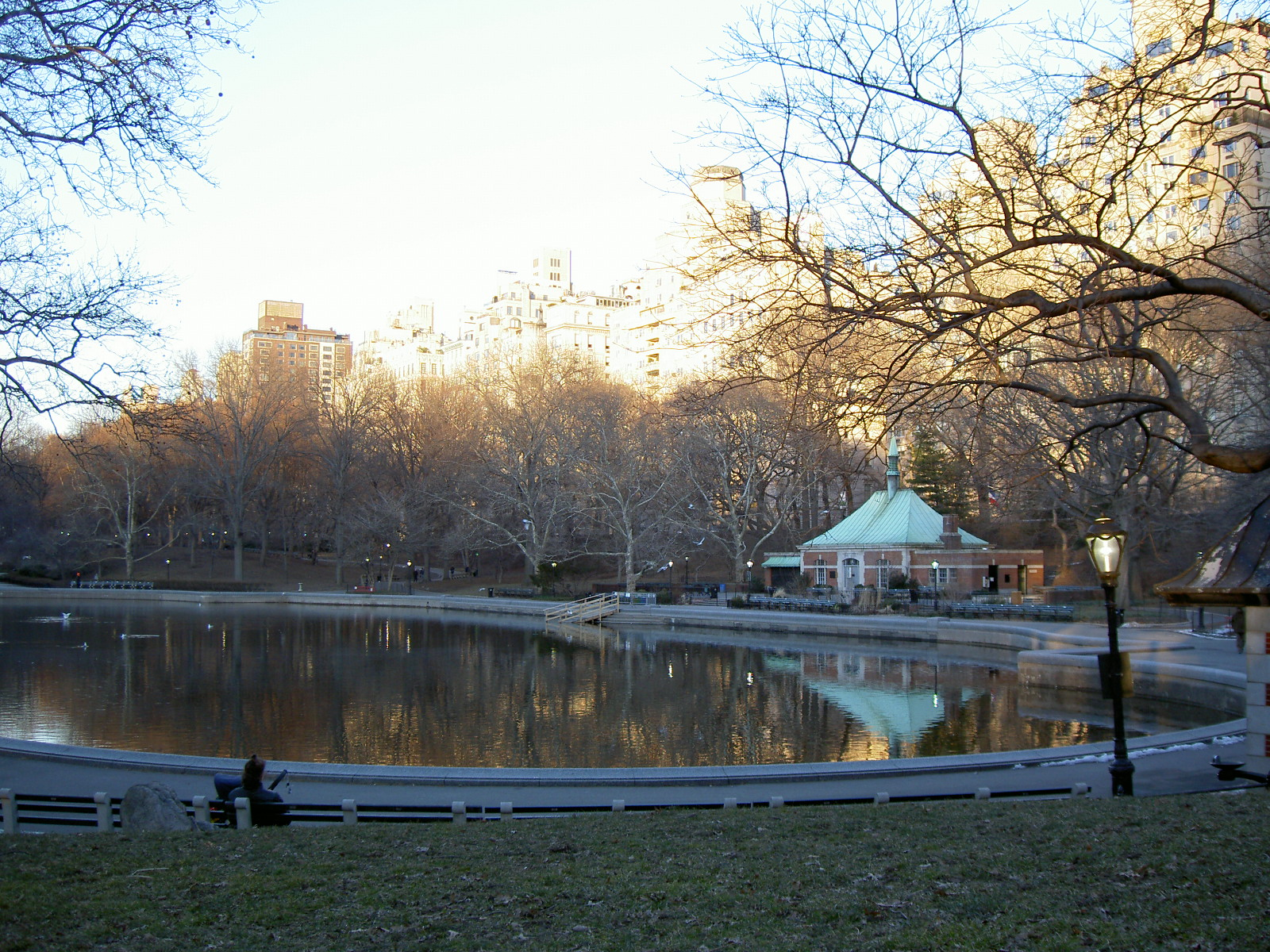
Vid Conservatory Water i Central Park, med utsikt mot Upper East Side och Fifth Avenue.

Upper East Side är en stadsdel på Manhattan i New York. Den ligger mellan Central Park och East River. Upper East Side sträcker sig från 59th Street och gränsen mot Midtown norrut till ungefär 96th Street och gränsen mot Spanish Harlem. Närmar man sig Central Park, förskjuts dock den nordliga gränsen till 110th Street vid Fifth Avenue där Harlem börjar. Det här är Manhattans mest exklusiva och penningstinna stadsdel och det fem km² stora området hyser några av de dyraste fastigheterna i USA.
Upper East Side har också även sig känt från den populära tv-serien Gossip Girl.
De nord-sydgående avenyerna genom Upper East Side är Fifth Avenue, Madison Avenue, Park Avenue, Lexington Avenue, Third Avenue, Second Avenue, First Avenue, York Avenue och East End Avenue (den sistnämnda löper bara från East 79th Street till East 90th Street).

## Det dyra Upper East
Fifth Avenue längs med gränsen mot Central Park, följt av Park Avenue mellan 60th Street och 96th, är New Yorks förnämsta gator när det gäller ansedda bostadsadresser. Madison Avenue som löper mellan de två är den mest exklusiva shoppinggatan med små och stora butiker, ofta med extremt lyxigt utbud. 
Utöver de större bostadshusen längs avenyerna ligger ett antal så kallade townhouses, mindre enfamiljhus, på tvärgatorna. Ett townhouse på någon av gatorna mellan parken och Lexington Avenue kostar ofta cirka 50 miljoner dollar.
Även om lägenheter på Manhattan är bland de dyraste i världen och vissa adresser i området toppar listan är samtidigt andra delar av Upper East relativt billigt att leva i med New York-mått. Öster om Lexington Avenue dominerar bostadshus av jämförelsevis relativt enkel standard som är hemvist för många av de tjänstemän som arbetar i Midtown eller i andra områden på ön.
Avenyerna öster om Lexington har ett ganska omfattande utbud av bra kvartersrestauranger och barer. Särskilt Andra Avenyn kallas ibland för världens längsta bargata då den har ställen nästan vägg i vägg hela sträckningen från Harlem River till Houston Street. Det är dock få från andra delar av New York som tar sig till Upper East för att gå ut och roa sig så det är lokalbefolkningen som fyller upp alla ställen. 
Många äldre kvarter rivs idag helt eller delvis och ersätts av lyxiga moderna skyskrapor med bostadsrätter. Upper East som för några årtionden sedan hade en ganska låg horisont har idag mängder av hus med trettio våningar eller fler.

## Minoriteter på Upper East
Upper East del har historiskt varit hemvist för vissa etniska grupper som samlades när stadsdelen var ung. Exempelvis var Yorkville i området runt 86th Street ett tyskdominerat område där insamlingar skedde till stöd för Hitlers Tredje rike fram tills USA drogs in i andra världskriget. Den tyska dominansen för femtio år sedan märks idag bara i form av ett par tyska delikatessbutiker. Strax söderut låg ungerska Yorkville. Söder därom dominerade tjecker. Andra kvarter dominerades av judar. Idag är områdena rejält uppblandade i takt med att arbetarfamiljer ofta flyttat ut till Bronx, Queens, Brooklyn eller längre bort och ersatts med en nyinflyttad överklass.

## Kulturens Upper East
På Upper East Side finns några av de mest kända museerna i världen, bland andra:
- Metropolitan Museum of Art
- Solomon R. Guggenheim Museum
- Whitney Museum of American Art
- Cooper-Hewitt, National Design Museum
- National Academy of Design
- Neue Galerie
- The Asia Society
- Frick Collection
- Museum of the City of New York (north of 96th Street)
- The Jewish Museum
- Museum of American Illustration

## Kommunikationer
Pulsådern är tunnelbanans gröna linjer 4, 5 och 6 som går under Lexington Avenue. På Upper East finns stationerna 68th Street, 79th Street, största stationen 86th Street och 93rd Street. Därutöver går bussar uptown eller downtown på alla avenyer beroende på enkelriktningen utom Park Avenue. Crosstown går bussarna i anslutning till genomfarter genom Central Park till Upper West Side.
Tunnelbanan var länge hopplöst underdimensionerad. Fram till 1950-talet gick en annan tunnelbanelinje ovanför gatunivån längs hela 2nd Avenue, en högbana. Linjen revs och skulle ersättas med en tunnelbanelinje under jord men på 1950-talet lyckades inte politikerna enas om bygge och finansiering. 2004 beslutades dock om en projektering och i början av 2020-talet öppnades den nya linjen mellan Harlem och Lower East Side.